# Santa María Magdalena (Matapozuelos)
Santa María Magdalena és una església catòlica de la localitat espanyola de Matapozuelos, pertanyent a la província de Valladolid, dins de la comunitat autònoma de Castella i Lleó. Representa un dels més importants exemples de l'arquitectura del segle XVIde la província de Valladolid. Domina el nucli urbà d'aquesta localitat de la Tierra de Pinares castellana amb la seva prominent torre, coneguda popularment en la localitat com «La Giralda de Castella».
Situada en un promontori dins del nucli urbà, ha sofert nombroses reformes al llarg de la seva història que han modificat en part la seva estructura original, donant lloc a un monument de caràcter singular. Alberga en el seu interior una de les més importants mostres del gòtic tardà de la província en la volta que cobreix el presbiteri, conservant així mateix una gran riquesa escultòrica i pictòrica en els seus retaules. Per això, va rebre la catalogació de Bé d'Interès Cultural el 1998.

## Context històric
Existeixen proves de poblament humà a l'entorn de Matapozuelos des de temps prehistòrics. El lloc més significatiu és el pagament conegut com a "Bec", on conflueixen els rius Adaja i Eresma (a gairebé 5 km al nord-est del nucli urbà de Matapozuelos) i avui s'erigeix l'ermita de la Verge de Sieteiglesias. En aquesta àrea s'han trobat restes cèltiques i romans que confirmen l'existència d'un campament militar romà en el lloc (la denominada Nivaria). En l'actualitat, es conserva el pont romà sobre el Adaja de la cañada entre Valdestillas i Hornillos de Eresma.
Després de la invasió musulmana de la Península Ibèrica, a l'actual Tierra de Medina es van assentar grups de berbers dedicats a la ramaderia ovina. S'afirma la presència musulmana en Matapozuelos en l'actual paratge de "Aladín", als afores meridionals de l'actual localitat, situant-se el centre d'aquell poblament entorn del colomar de Donya Vicenta.
Pròpiament Matapozuelos apareix ja esmentat al segle xiii en la Crònica de Rodrigo Jiménez de Rada en relació amb la batalla de Las Navas de Tolosa. La localitat d'aquella època, com la resta de pobles del seu entorn, constituïa un petit nucli poblacional apinyat entorn de la seva església romànica.
La dimensió d'una església sol donar idea de la riquesa i caràcter d'un poble, la qual cosa va motivar que a partir del segle XVI, i principalment durant els segles XVII i XVIII, les localitats de l'altiplà iniciessin un procés d'enderrocament o reforma completa de les seves esglésies, reconstruïdes seguint l'estil barroc. Matapozuelos no va ser una excepció i ja al començament del segle xvi es va iniciar la construcció de la nova església. Aquesta obra no es completaria fins a mitjan segle xviii, com testifica la inscripció en la rematada de la façana barroca: «Any 1767».
El context sociocultural i econòmic que registrava Castella en l'època de la construcció del monument, en començar el segle xvii, va estar marcat per un gran descens demogràfic que va provocar la desaparició de nombrosos pobles i la pèrdua de població d'aquells que van aconseguir superar aquesta etapa. Això, juntament amb la crisi econòmica generalitzada, explica l'atur produït en la reforma de l'església durant la primera meitat d'aquest segle.

## Història

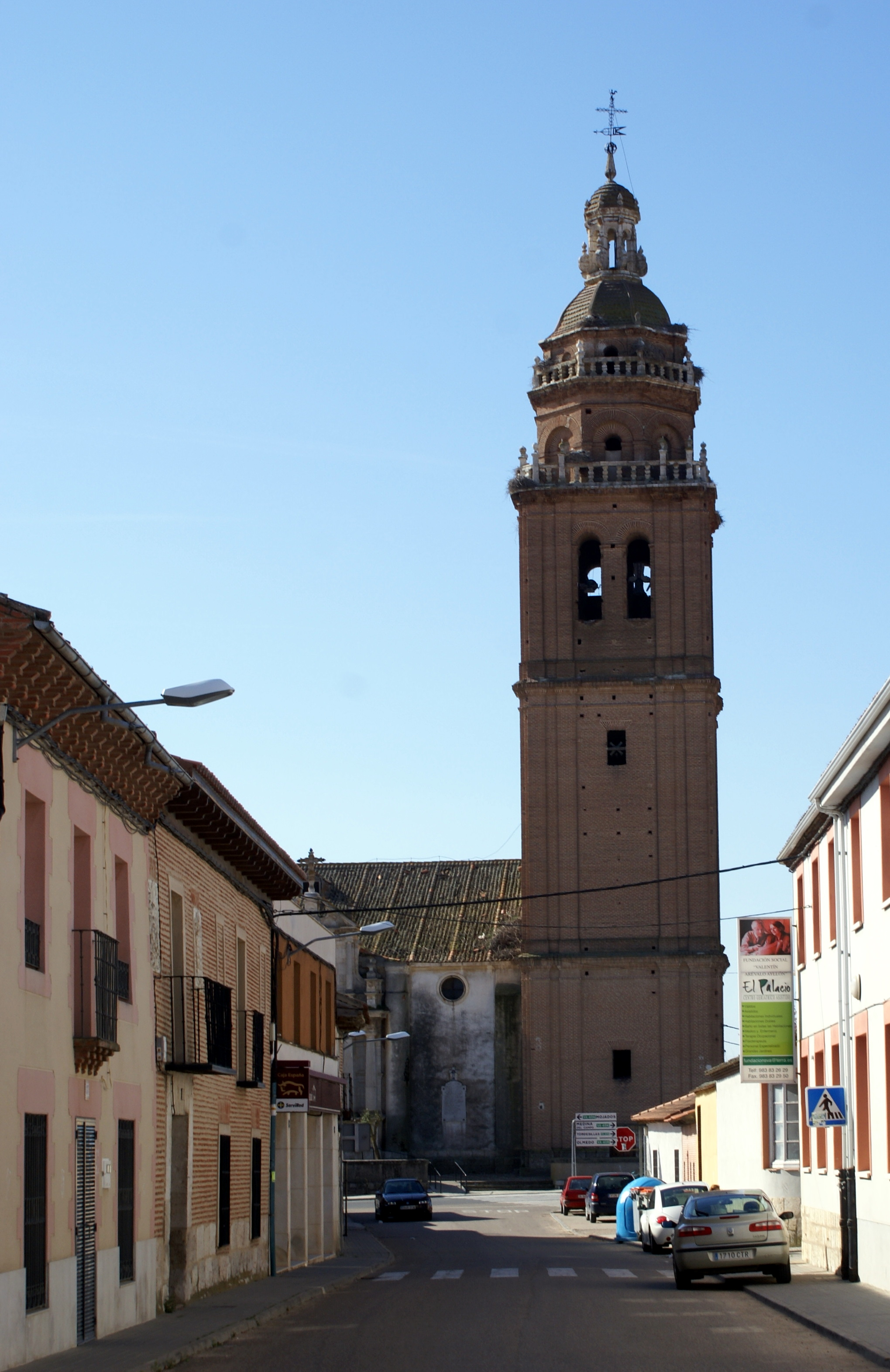
L'església vista des d'una dels carrers del poble.

L'església de Santa María Magdalena és l'únic temple de la localitat pinariega de Matapozuelos. Se situa en un promontori emplaçat en l'extrem sud del nucli urbà, en plena intersecció entre les carreteres que connecten Medina del Campo amb Mojados i Matapozuelos amb Olmedo, les quals formen una glorieta en la qual es troba l'edifici.
La part més antiga del temple correspon a la capçalera, de planta rectangular i iniciada en 1544 sota les ordres de Diego de Segòvia. Per 1556, la construcció de l'església s'havia estancat ja que encara restava abovedar i cobrir l'acabat de construir. La volta d'aquesta capçalera guarda una gran similitud amb la de l'església de Sant Joan Baptista de Santovenia de Pisuerga, la qual va ser realitzada per Juan de Escalante. Si ben no existeix un document que certifiqui l'autoria de les traces de l'església de Santa María Magdalena per part de De Escalante, sí es coneix la presència d'aquest arquitecte en la localitat per ocupar-se de la fàbrica en 1563.
Les obres de les naus laterals es van iniciar en 1567, amb Juan de la Vega al càrrec. Es va completar d'aquesta manera el tancament dels laterals del temple, obrint-se l'anomenada «Porta del Sol». Els fusters Juan Gallegón i Pedro de Coca es van encarregar del muntatge d'un artesonado provisional pel cubrimiento. Van haver de passar quatre anys perquè els treballs prosseguissin, en aquest cas amb la construcció de la torre primitiva. Novament en 1594 es va continuar amb el procés d'edificació, aquesta vegada de la mà de Francisco de la Maça i amb l'objectiu d'expandir el temple cap a aquesta torre, per aquell temps exempta. Es va cobrir l'estructura en fusta i es va encarregar la construcció del cor, però aviat van sorgir problemes amb l'estabilitat de la torre que van obligar a reforçar la seva fonamentació mitjançant un carreu de cantería i a reparar-la íntegrament.
A la fi del primer terç del segle xvii es va plantejar un projecte de reforma parcial de l'obra anterior, dirigit principalment a la techumbre de fusta de les naus laterals, que havia de ser substituïda per sengles voltes de canó. El projecte va ser retocat en 1652 per Nicolás Bueno, qui va informar sobre la necessitat de reforçar les columnes interiors per poder suportar el pes de les noves voltes de canó que s'anaven a realitzar. Es va executar finalment dos anys més tard i va comptar amb el beneplàcit dels arquitectes Mateo Martínez, Pedro Núñez i Francisco Cillero. El preu total de l'obra va ascendir a 40 000 reals, pagant-se la realització de la decoració en guix a part.
Al final de les obres del abovedamiento, es va constatar la inseguretat de la torre i en 1659, amb la visita del representant episcopal, es va determinar que la seva estructura no podria suportar el pes de grans campanes a causa de l'abundància d'esquerdes, alguna cosa que podria ocasionar el desplomi de la mateixa. Dit visitador episcopal va ordenar l'enderrocament de la torre i la realització d'una nova aprofitant els materials de l'anterior, però tal ordre no es va complir fins a 1671, quan el bisbat va donar un ultimàtum a la parròquia davant l'amenaça d'ensulsiada.
Es va iniciar doncs l'enderrocament de la torre, @tratar salvar la major part dels materials per a la futura construcció de la seva successora. La construcció com tal es va iniciar en 1681, amb Manuel Cillero a càrrec de la fonamentació de la nova torre i amb Francisco de les Heras Corb ja en 1683 com a encarregat de la realització del cos. La construcció va durar vint-i-set anys, restant solament el cubrimiento de la torre, que es va realitzar de manera provisional en fusta.
Van transcórrer gairebé vint anys abans que s'iniciessin els treballs de rematada de l'últim cos de la torre. Al moment en què l'església va disposar de prou diners en les seves arques, es va posar en contacte amb l'arquitecte Matías Matxuca, fet i fet un dels més significatius en la història del temple de matapozuelo. Matxuca va realitzar un doble ochavo amb corredors i llanterna en amb prou feines un any, per la qual cosa va finalitzar la construcció de la torre. Des dels primers moments, es van iniciar les comparacions amb la Giralda sevillana, com constaten els versos de Nicolás de Velasco Moralitat, veí del poble, en el llibre de fàbrica de l'església.
 

1.Retaule major.
2.
Altar del Perpetu Socors.
3.retaule de la Verge del Rosari.
4.
Altar de San José.
5.
Altar del Nen.
6.
Altar de Sant Antonio de Pàdua.
7.
Altar de la Verge de l'O.
8.
Altar del Cor de María.
9.
Altar de la Verge del Carmen.
10.
Retaule de la Dolorosa.
11.
Retaule de la Puríssima.
12.
Altar de Santa María Magdalena (desmuntat).
----
A.Sagristia nova.
B.Façana del migdia.
C.Baptisteri.
D.Cor.
I.Torre.
F.Façana principal, atri i creuer.
G.Sagristia vella.

La relació de Matxuca amb el temple no va acabar, sinó que va continuar en 1731 amb la signatura del contracte d'ampliació. Matxuca va presentar un projecte d'eixample que no va agradar, ja que suposava l'enderrocament de les parets laterals de la capella major. Es va decidir prescindir dels serveis de Matxuca i ja en 1742 es va contactar amb l'arquitecte medinense José Castander, qui va traçar els plànols per «l'allargo del cor i capella per a la pila baptismal...amb les voltes corresponents a aquesta obra la que s'ha d'executar sobre els fonaments de pedra que...es troben fets i fabricats». Gràcies a aquesta última intervenció, es va aconseguir unir la torre a la resta de l'edifici, i les últimes obres es van succeir en 1754, amb la construcció de la nova sagristia per Fra Antonio de Manzanares en el costat de l'Epístola, i finalment en 1767, amb la inauguració de la portada principal realitzada íntegrament en pedra per Andrés Añero.
Al començament del segle XX es va realitzar l'atri de formigó arran de la construcció de la carretera Medina del Campo-Mullats, que va obligar a desplaçar el creuer a les proximitats de la portada. Per a això, es va realitzar un atri de morter recobert de formigó que s'ha mantingut sense amb prou feines modificacions fins a l'actualitat.
En 1979 es van iniciar els tràmits necessaris per a la declaració de l'església com Bé d'Interès Cultural (BIC), procés que es va perllongar fins a 1998, quan la Universitat de Valladolid en col·laboració amb la Reial Acadèmia de Belles arts de Sant Fernando van fallar de manera favorable per a la declaració del temple com BIC en categoria de monument. Finalment, el 16 de juliol del mateix any el Decret 144/1998 atorgava al temple i el seu entorn immediat la categoria esmentada.

## Descripció artística
El temple es pot inscriure dins de l'estil renaixentista del segle xvi amb reformes en el XVII, encara que incorpora solucions arquitectòniques pròpies del gòtic, i la seva torre i portada, del segle xviii, són barroques.
El material predominant de la construcció és el maó, que apareix en tots els murs i voltes, amb una disposició i manera d'ocupació similars als de l'estil mudèjar. La pedra està present en arcs i suports, i en la portada barroca que es troba en la façana nord.En el Diccionario geográfico-estadístico-histórico de España y sus posesiones de Ultramar de Pascual Madoz se dice de la iglesia:
| « | Hay una iglesia parroquial (Sta. María Magdalena), edificio sólido, de buena construcción, de orden romano, en el que llaman la atención su altar mayor, de orden jónico, el coro (situado en lo bajo) con buena sillería y la espaciosa sacristía; tiene buenos ornamentos y tan completo surtido de vasos sagrados que puede decirse que no le excede ni aun iguala ningún templo de los del país. | » |

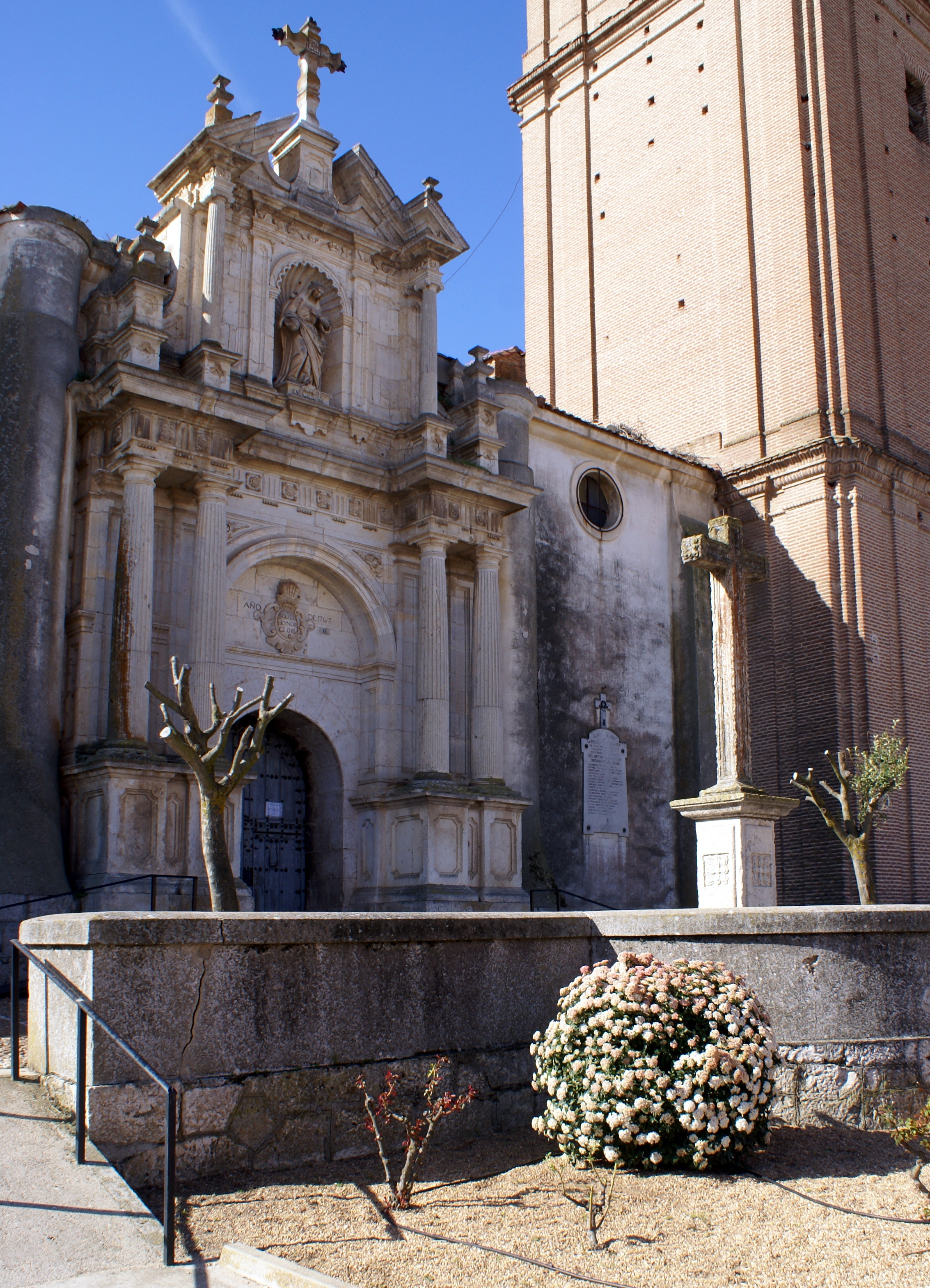
Façana principal, l'atri de formigó i el creuer.

Hay una iglesia parroquial (Sta. María Magdalena), edificio sólido, de buena construcción, de orden romano, en el que llaman la atención su altar mayor, de orden jónico, el coro (situado en lo bajo) con buena sillería y la espaciosa sacristía; tiene buenos ornamentos y tan completo surtido de vasos sagrados que puede decirse que no le excede ni aun iguala ningún templo de los del país.

### Exterior

#### Façana principal
La façana principal està situada en la parteix nord de l'edifici, donant accés al temple pel costat de l'Evangeli. La seva porta va ser realitzada segons les traces d'Andrés Añero amb carreus de pedra de Campaspero, Santibáñez de Valcorba, Íscar i Castrojimeno, poblacions properes a la zona i en estil barroc. Consta d'un cos que sobresurt de la resta de la façana amb dos laterals de dobles columnes d'ordre dòric amb fust estriat sobre grans pedestals, la porta una mica més enfonsada és d'arc de mig punt, mostrant un escut en la llinda amb la llegenda soli deo honor et glòria (solament a Déu honor i glòria), sobre aquest primer cos i damunt d'un fris amb mètopes i tríglifs es #alçar un altre més estret que ho forma una fornícula avenerada que conté la imatge de Santa María Magdalena, realitzada en pedra per l'escultor Froilán Basurto. Així mateix, a un costat i a l'altre de la fornícula es #alçar una pilastra adossada i en els extrems del cos una columna exempta jònica. Les decoracions en la resta de la portada van ser executades per Isidro Plaza. Com coronamiento central de la portada es troba una creu. Es va finalitzar en 1767, donant-se per acabada l'edificació de l'església.

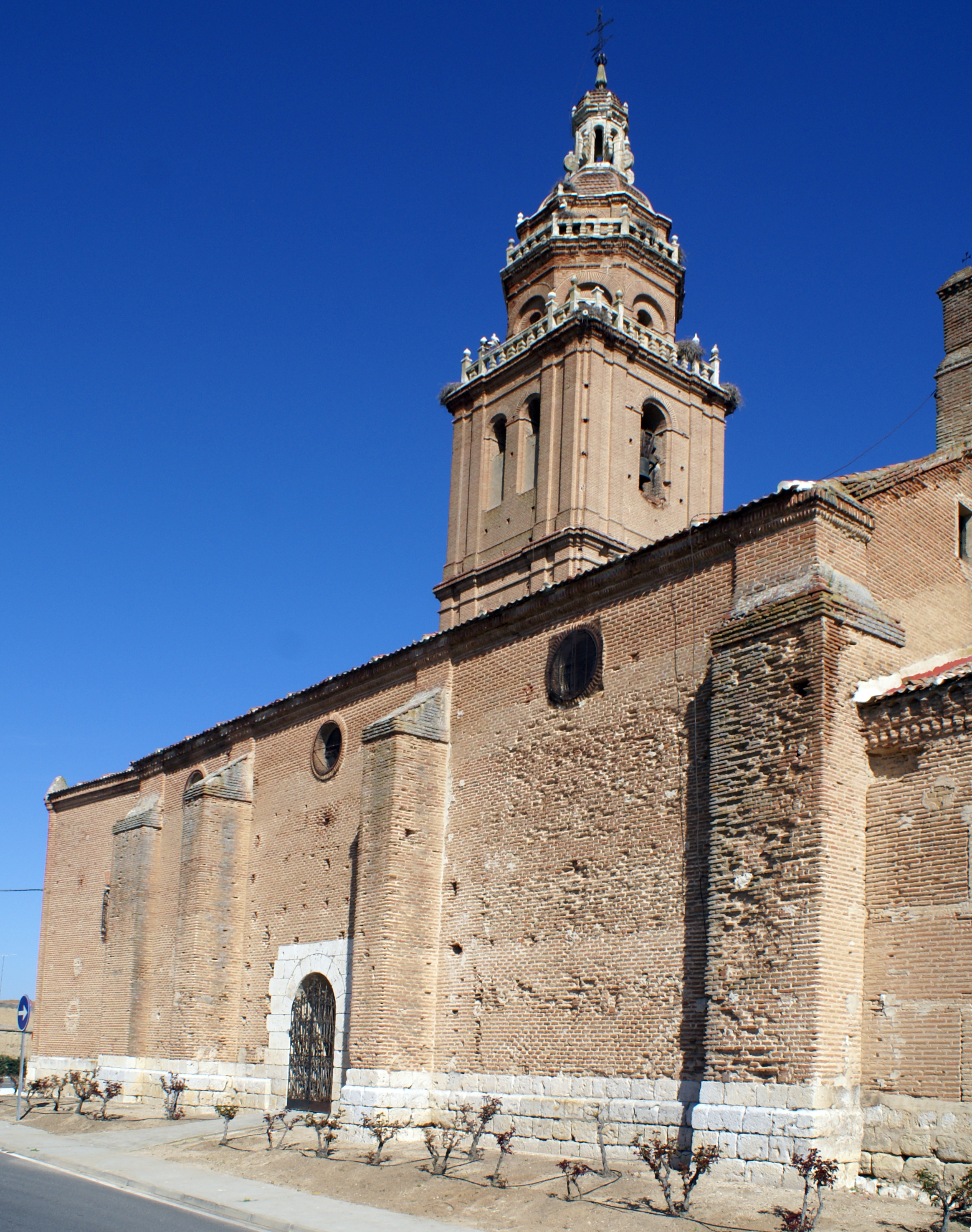
Façana del migdia.

#### Façana del migdia
Aquesta façana lateral està construïda amb un sòcol de carreus rectangulars de pedra blanca de Campaspero i la resta amb maó a la vista, s'aprecien en el seu mur quatre contraforts i entre els dues centrals i alineada amb l'entrada principal es troba la porta que dona accés des de la nau de l'Epístola. És una porta senzilla amb arc de mig punt construït amb dovelles de la mateixa pedra que el sòcol que corre per tota la façana. Tanca amb una reixa de ferro i normalment és una entrada que no està en ús.

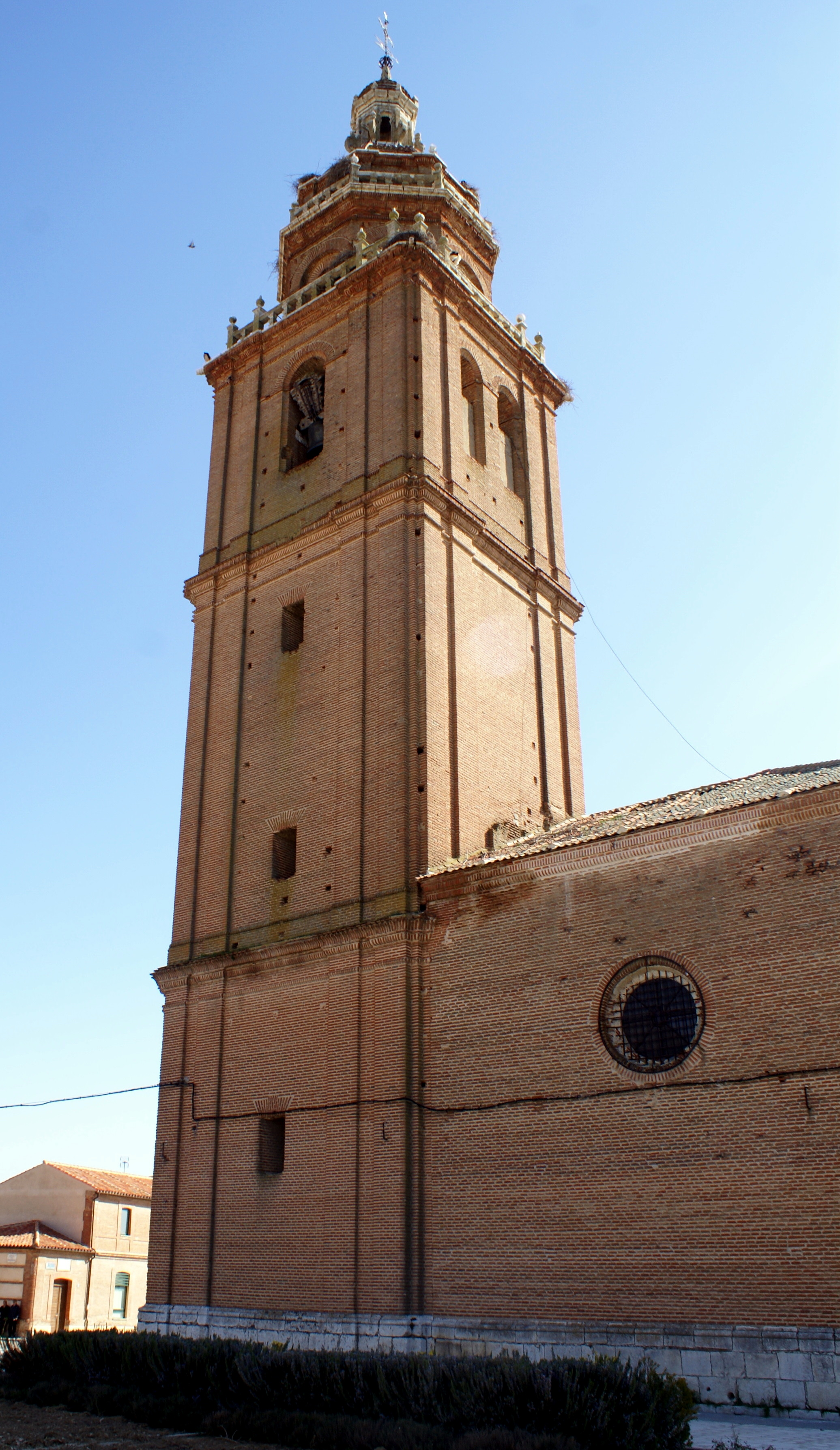
Vista de la torre des de l'extrem oriental del temple.

#### Torre
Anteriorment a la construcció al segle xviii de la torre actual del temple, existia una altra, citada ja en 1571. Estaria situada, de manera exempta, als peus de la nau de l'Epístola, i va ser calçada amb cantería i reforçada en la seva fonamentació cap a 1595 per Francisco de la Maça. Es va concloure en 1602, de mà de Toribio de la Creu, i, realitzada en maó, es va rematar amb un chapitel. La torre actual és una torre de base quadrada i cos de rajola. Francisco de les Heras es va ocupar de la seva construcció en la primera etapa i primer cos, de planta quadrada sobre sòcol de pedra. Va proposar cobrir-la amb un chapitel de pissarra, a l'estil de l'època. Posteriorment es van construir els dos cossos restants, i en 1723 Matías Machuca va efectuar la rematada de la mateixa, en pedra i maó. El resultat és una torre de seixanta-dos metres d'alçada, a la qual s'accedeix des d'una porta exterior al costat de l'Evangeli. Conté en el seu interior dos nivells i un campanar, als quals s'arriba per una escala de cargol, i finalment la balustrada i la llanterna. Una mica més amunt de la meitat de la torre es troba una finestra amb un carracón que es fa sonar des del Dijous Sant fins al Diumenge de Resurrecció. Aquesta és la descripció de la rematada realitzada per García Noi prenent com a referència la de Machuca:
| « | En primer terme hi ha un corredor de pedra, amb les seves balustres de formes bulboses i sobre el passamans boles acabades en puntes. El cos vuitavat està també construït amb maó excel·lentment disposat. Aquí està aquesta doble arquería, amb l'arc preciosament especejat i amb l'extradós ben marcat per una fila de maó. A sobre ve un altre corredor de les mateixes característiques, però aquí de forma octogonal. Es remata en cúpula de perfil ondulat, dividida en cascs, amb coberta de maons en forma d'escata, "que han d'anar filades a dent de gos". Forma aquesta teulada una trama molt ben disposada, alternant maons acabats en punta semicircular amb altres de punta angulosa. L'expressió "a dent de gos" vol dir que cada filada es posa sobre les juntes de la immediata. Després ve la llanterna, perforada amb vuit finestres, decorats seus fronts amb volutes. Es corona amb el seu "taronjita" de rajola escatat, acabant en agulla, bola de ferro perforada i penell. | » |

En primer terme hi ha un corredor de pedra, amb les seves balustres de formes bulboses i sobre el passamans boles acabades en puntes. El cos vuitavat està també construït amb maó excel·lentment disposat. Aquí està aquesta doble arquería, amb l'arc preciosament especejat i amb l'extradós ben marcat per una fila de maó. A sobre ve un altre corredor de les mateixes característiques, però aquí de forma octogonal. Es remata en cúpula de perfil ondulat, dividida en cascs, amb coberta de maons en forma d'escata, "que han d'anar filades a dent de gos". Forma aquesta teulada una trama molt ben disposada, alternant maons acabats en punta semicircular amb altres de punta angulosa. L'expressió "a dent de gos" vol dir que cada filada es posa sobre les juntes de la immediata. Després ve la llanterna, perforada amb vuit finestres, decorats seus fronts amb volutes. Es corona amb el seu "Naranjita" de maó escatat, acabant en agulla, bola de ferro perforada i penell.

### Interior
La capçalera és la part més antiga del temple; té planta rectangular i la part del presbiteri està coberta amb una Volta de creueria estavellada, recolzada sobre trompes sustentades en columnes, i els nervis blegats de les quals formen una creu amb els costats en forma conopial, envoltant un cercle central. Les claus en què culminen els nervis en la volta estan ricament decorades amb motius vegetals i volutes, amb una disposició coneguda com “a candelieri”, que aporten un ornament renaixentista al conjunt. L'estil gòtic tardà en què està realitzada la capçalera és considerat per alguns autors com un dels millors exemples del gòtic a la província de Valladolid. Tal abovedamiento correspon a la segona etapa de la construcció d'aquesta capella major, on va treballar primer Diego de Segòvia, i posteriorment Juan d'Escalante, el treball de la qual en el cubrimiento és similar al realitzat a l'església de Santovenia de Pisuerga.
A partir d'un arc de triomf apuntat s'obren les naus del temple, amb planta de saló, separades per columnes toscanes. En les naus laterals es troben les obertures, de mig punt, dos en el costat de l'Epístola i un en el de l'Evangeli, ja que la capçalera manca d'aquests. Els arcs formerers de mig punt que delimiten la nau central eren més baixos que el citat arc de triomf apuntat, per la qual cosa un visitador episcopal va ordenar que s'augmentés la seva altura a través de maons, fins a igualar-la amb l'alt de la capella major.
El cubrimient dels dos primers trams de les naus es va realitzar primer amb un artesonado lleuger, fins que en 1650 Nicolás Bueno ja estudiava els reforços oportuns en les columnes per suportar el nou abovedamiento, encarregat a Francisco Cillero, que ho muntava en 1658. Es tratactava d'una volta de canó amb llunetes en la nau central, i d'aresta en les laterals, que les seves yeserías es compromet Cillero a realitzar-les amb els dibuixos que ell mateix havia fet en les voltes de l'església de les Agustinas Recoletas de Medina del Campo.
A banda i banda de la capella major se situen, primer la sagristia primitiva, coberta en una part amb volta de canó amb llunetes i en una altra situada més endavant amb volta d'aresta, tot això recobert per yeserías barroques, i la sagristia nova, que va començar a utilitzar-se cap a 1754; té planta rectangular, i està coberta per artesonado.

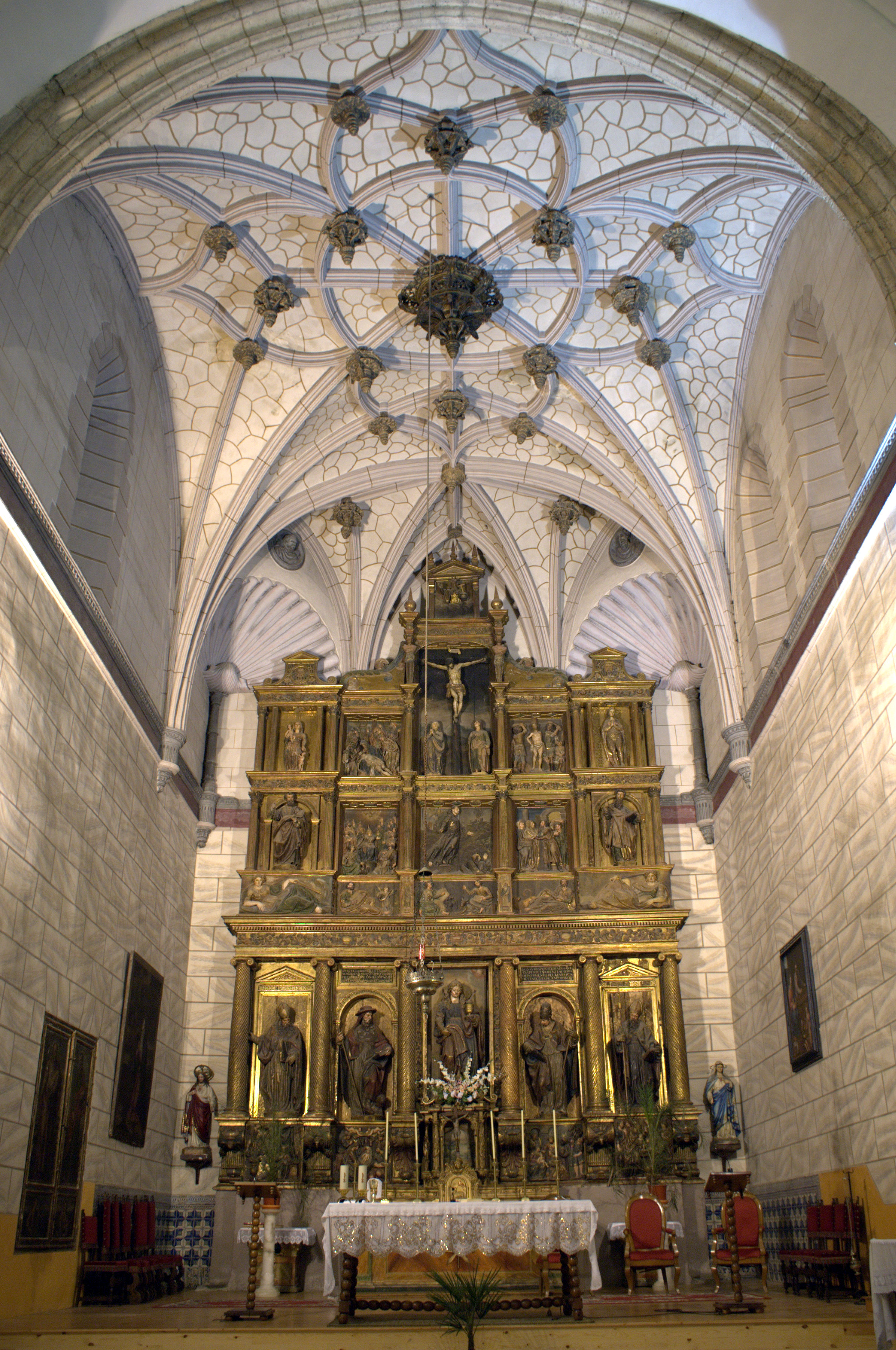
Retaule major i volta del presbiteri.

#### Presbiteri
- Retaule major: fet de fusta policromada i orada, data de l'últim terç del segle xvi, incorporant escultures en relleu i exemptes d'aquest període barroc. La donant del mateix va ser Ana Sanz, qui al no comptar amb hereus va llegar part de la seva fortuna a la parròquia per tallar un retaule. Consta de banc i tres cossos amb cinc carrers que estan delimitades per columnes de diferents ordres. El banc, separat per mènsules ornamentades que semblen sostenir les columnes del següent pis, presenta quatre relleus historiats atribuïts a Adrián Álvarez o al seu taller, d'esquerra a dreta es poden veure les escenes de l'Anunciació, l'Adoració dels Pastors, la part central del banc l'ocupa el sagrari i segueixen els relleus de l'Epifania i la Presentació. El primer pis, de més altura que els restants està separat amb columnes d'ordre jònic de fust estriat i capitell amb volutes en espiral; conté imatges d'embalum rodó i en la seva part central, es troba la titular de l'església, Santa María Magdalena amb el seu atribut, el tarro de perfum, amb que ungió a Jesús; als seus costats els quatre Doctors de l'Església, sobre ells un fris que separa el següent pis, on es veuen els relleus de la Fe i la Caritat en els extrems i els quatre evangelistes en els altres tres relleus, ocupant Sant Joan i Sant Lucas la mateixa escena en el central; sobre aquest fris el segon cos ho ocupa Sant Pere i Sant Pablo en els dos extrems i els relleus de l'Abraçada en la Porta Daurada i la Vinguda de l'Esperit Sant. Totes aquestes escultures són atribuïdes a Pedro de la Quadra. El tercer i últim pis, originari d'un retaule anterior i més antic, presenta al centre l'escena del Calvari, que sobresurt en altura de la resta del retaule per mitjà de columnes, sobre les quals s'emplacen estípites amb forma humana; està compost el Calvari per la imatge del Crist crucificado, la Mare de Déu i Sant Joan Evangelista i als seus costats els relleus de la Pietat i La Flagelación i en els extrems dues imatges més. En el frontó està el coronamiento amb un relleu que mostra al Pare Etern.[23]
- Altar del Perpetu Socors: d'estil neogòtic, va ser donat per Teófila Alonso en memòria de la seva filla Narcisa, morta.

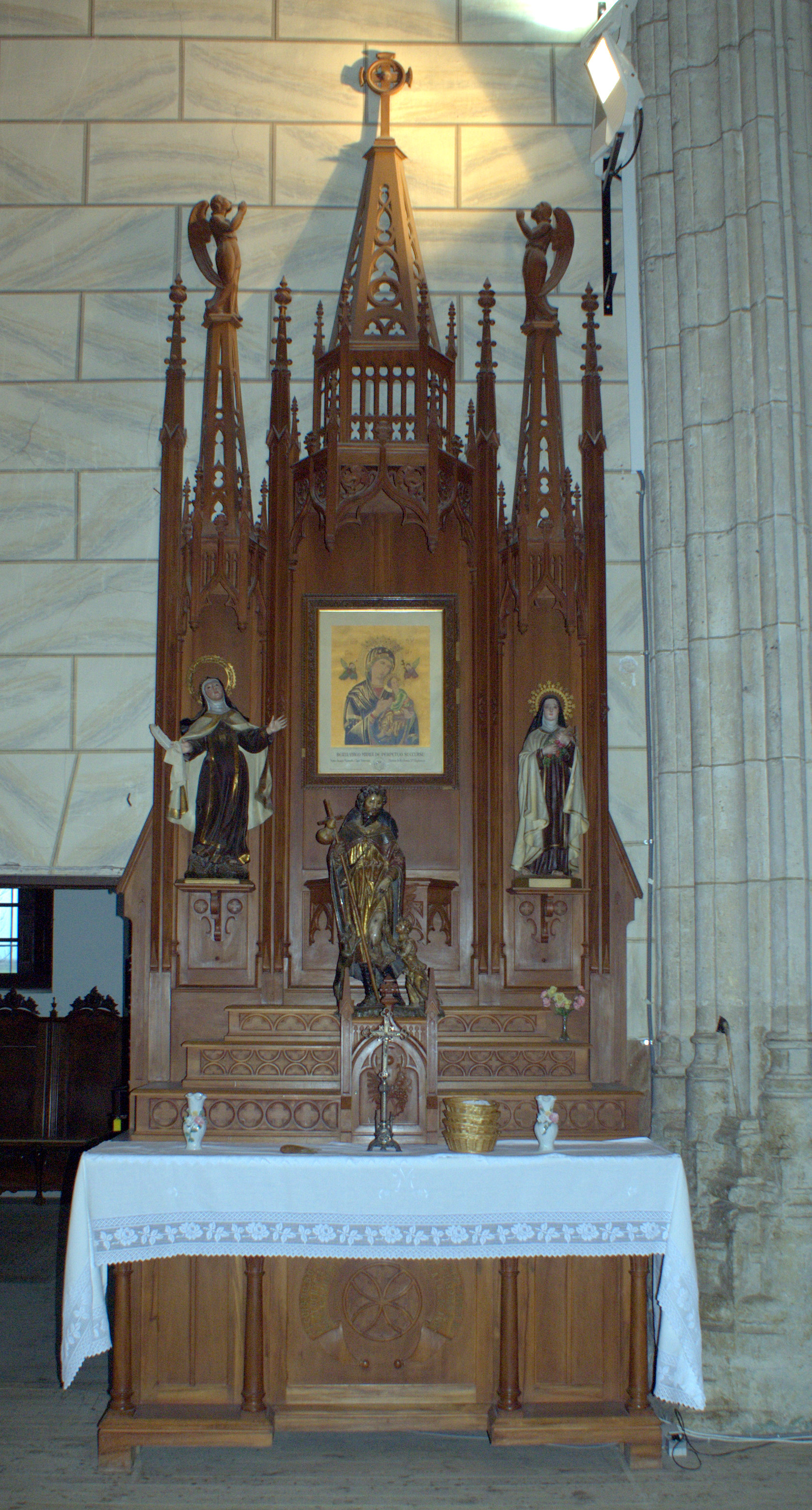
Altar del Perpetu Socors

#### Costat de l'Evangeli
En el costat de l'Evangeli es troben els següents dos altars (de la Verge del Carmen i del Cor de María) i dos retaules:
- Retaule de la Puríssima: d'estil barroc, va ser realitzat a la primera cambra del segle xviii. Va ser donat per Andrés Inaraja, per la qual cosa en l'àtic del mateix apareix Sant Andrés. Alberga així mateix pintures de la primera cambra del xvii, en les quals apareixen Sant Pablo, Sant Antonio, un bisbe sant, l'Anunciació i l'Adoració dels pastors. La figura central del retaule és una Puríssima d'escaiola, encara que la imatge primitiva era de fusta policromada i es troba en l'actualitat en el Museu Diocesà i Catedralicio de Valladolid.[24]
- Retaule de la Dolorosa: dividit en tres parts, la figura central és el Sant Crist, al que flanquegen Sant Joan (dreta) i la Dolorosa (esquerra). Aquesta última imatge va ser donada per Juan Medina i data del segle xviii. El Sant Crist i Sant Joan, rococós, van ser realitzats per Pedro de la Quadra després de la donació de la Dolorosa.[24]

#### Costat de l'Epístola
En el costat de l'Epístola es troben els següents cinc retaules:
- Retaule de la Verge del Rosari: es @tratar un retaule barroc del segon quart del segle xvii. La figura central del mateix és una Verge del Rosari amb el nen en braços i en la part superior del mateix es troba un Sant Joan Baptista en fusta policromada que assenyala el xai de Déu. La resta del retaule està decorat amb un total de sis pintures sobre llenç de la mateixa època que representen: martiri d'una santa dominica i dues santes, San Francisco davant Crist, Martiri de Sant Esteban, Santo Domingo in Soriano, martiri de Sant Pelayo. Aquest retaule, i principalment la figura de la Verge del Rosari, està íntimament relacionat amb una confraria sorgida al segle xvi en la localitat i amb els dominicos, que històricament van tenir una forta implantació a la comarca.[25]
- Altar de San José: donat per Sotera Arévalo. En la seva part superior porta la inscripció «Sra. Sotera Arévalo complint els desitjos del seu difunt emmanillo D. Gregorio Velasco, va aixecar aquest altar a la seva S. N. José per lliurar una malaltia al seu fill Pancracio. Any de 1878.»[25]
- Altar del Nen: presidit per un Nen Jesús de fusta que s'assenteixi sobre el que pogués ser el sagrario primitiu de l'església. L'altar es decora amb set quadres de començaments del segle xvii, en els quals apareixen Sant Cristóbal, Sant Joan Baptista, Sant Joaquín i la Verge Nena, Santa Apolonia (queixal), Santa Bàrbara (torre), Santa Águeda (pits) i Saint Lucia (ulls).[25]
- Altar de Sant Antonio de Pàdua: es @tratar un altar arrebossat en guix que imita el marbre i que alberga una imatge de Sant Antonio de Pàdua realitzada en fusta al segle xviii.[25]
- Altar de la Verge de l'O o de Brazuelas: es @tratar una verge de vestir del segle xviii que presideix un retaule de guix arrebossat imitant el marbre.[25]

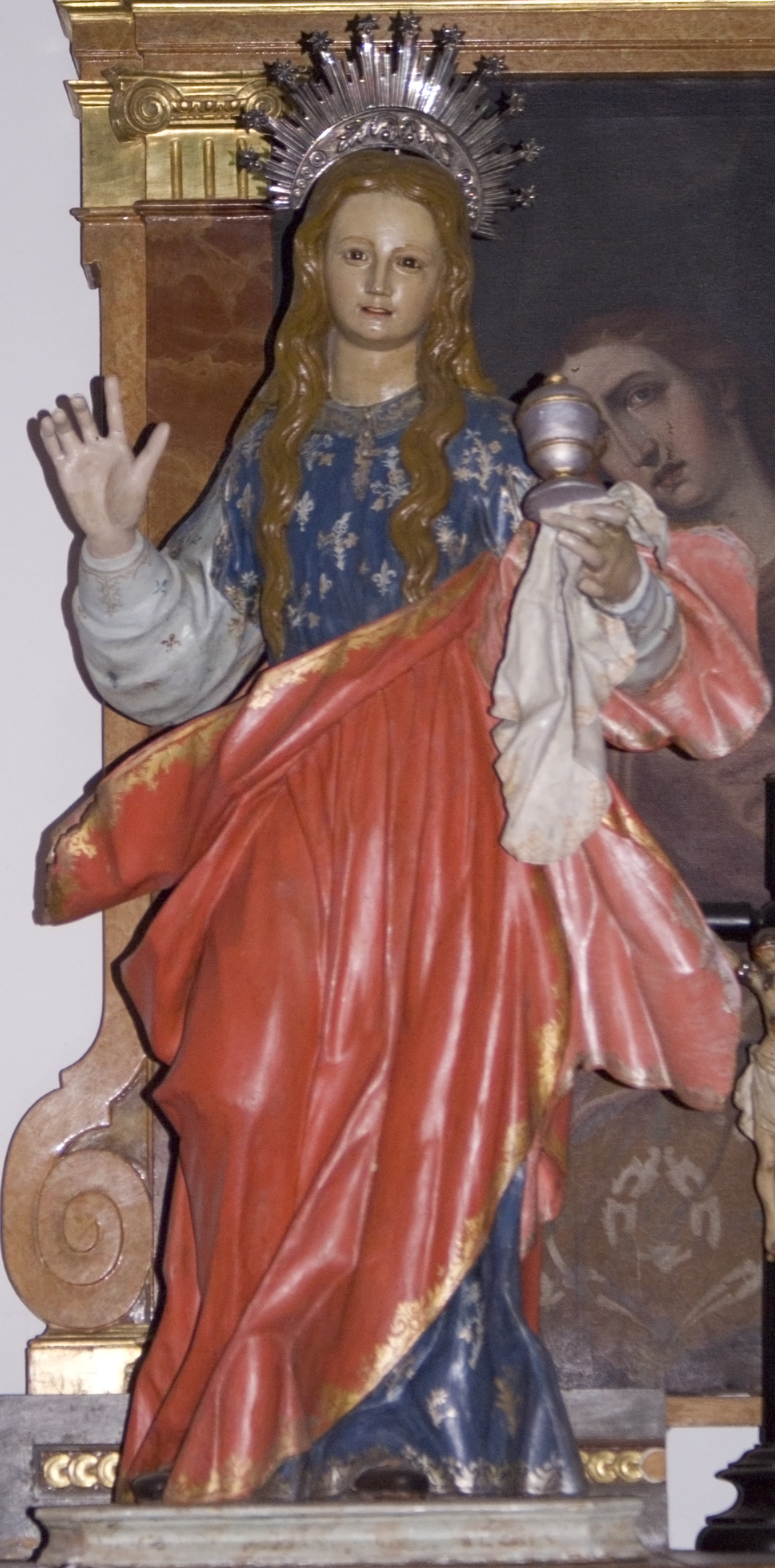
La imatge de Santa María Magdalena que alberga la sagristia nova.

#### Baptisteri
Existeix un baptisteri en el costat de l'Epístola, tancat amb una porta de forja i presidit per un Crist crucificat fet de fusta policromada al començament del segle xvii. Existeixen a més petites escultures, com un Sant Joan Baptista Nen i un Santiago Matamoros a cavall. Al centre de la sala, una pila baptismal de pedra.

#### Sagristies
L'església compta amb dues sagristies, una a cada costat, encara que actualment només una d'elles roman en ús:
- Sagristia del Costat de l'Epístola (nova): és la sagristia de més recent construcció i la que està en ús actualment. Alberga una valuosa calaixera i una talla de Santa María Magdalena, realitzada en fusta policromada per l'escola de Pedro d'Àvila.
- Sagristia del Costat de l'Evangeli (vella): primitiva sagristia del temple dividida en dues parts que amb el temps van passar a ser una capella i un oratorio. Encara que actualment compleixen la funció de traster de la parròquia, encara guarden un cristo crucificado en fusta policromada realitzat per Francisco de la Maça, una pintura sobre llenç de la Verge amb el Nen i l'altar de la Santa María Magdalena que està en la sagristia nova. L'altar és rococó i va ser realitzat en 1776 per Manuel Fernández de Navia.

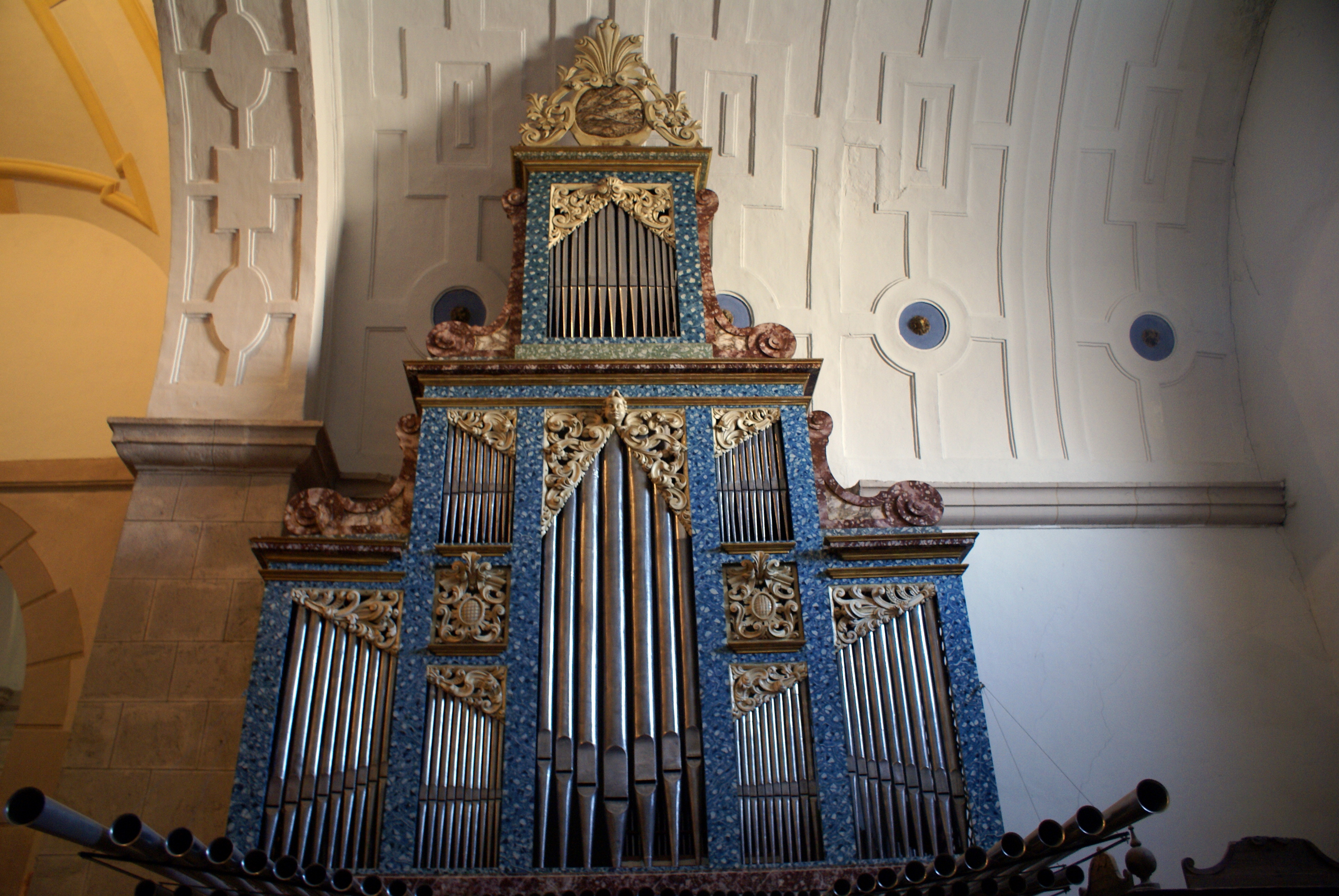
L'òrgan barroc del cor.

#### Cor
El cor se situa en la nau central, enfront de l'altar major, al mateix nivell i separat per un reixat de ferro forjat. Es conserven dotze cantorales realitzats en pergamí, datant algun del segle xvii. El cadirat està fet de fusta de noguera i consta d'un total de nou seients. En les misericòrdies s'aprecien les talles de cares de personatges, encara que solament es conserven en tres dels nou seients. El cadirat porta la inscripció «Soli Deo honor et glòria. Any de 1780». El facistol giratori, fet de fusta, està decorat amb figures d'àngels. En el lateral del costat de l'Epístola se situa l'òrgan barroc amb caixa neoclàssica de finals del segle xviii, en molt bon estat de conservació i restaurat en 2004.